# اوهلنا
اوهلنا (به لاتین: Uhelná) یک منطقهٔ مسکونی در جمهوری چک است که در شهرستان یسنیک واقع شده‌است. اوهلنا ۲۲٫۵ کیلومتر مربع مساحت و ۵۰۶ نفر جمعیت دارد و ۲۷۶ متر بالاتر از سطح دریا واقع شده‌است.